# Borough of Guildford
Borough of Guildford är ett distrikt (motsvarande kommun) i grevskapet Surrey i England, Storbritannien. Distriktet har 145 673 invånare (2022). Större orter är Ash och Guildford. Distriktet är indelat i 24 civil parishes, förutom staden Guildford.